# Vincenzo Marino (1960)
Vincenzo Marino (Capaccio, 23 giugno 1960) è un allenatore di calcio ed ex calciatore italiano, di ruolo difensore o centrocampista.

## Carriera

### Giocatore

Da sinistra: Marino e Mario Corso, rispettivamente capitano e tecnico della squadra Primavera del Napoli nella stagione 1979-1980.

Debutta in Serie A nel 1979-1980 con il Napoli disputando due gare in massima serie. In seguito passa alla Nocerina in Serie C1 e ancora a Lecce, Catania(con cui ottiene una promozione in Serie A nel 1982-1983) e Cagliari; con queste tre squadre trascorre complessivamente quattro stagioni in Serie B totalizzando 66 presenze e un gol tra i cadetti.
Negli anni successivi gioca in C1 con Barletta e Salernitana, e in Serie C2 con Campania Puteolana e Livorno; in questi anni ottiene due promozioni nella categoria superiore, con i pugliesi nel campionato di Serie C1 1986-1987 e con i campani nella Serie C2 1988-1989.

### Ritiro
Termina la carriera da calciatore nel 1992.

### Allenatore
Lavora per diversi anni come secondo di Delio Rossi a partire dal 1993 alla Salernitana. Dal 2000 al 2002 è allenatore della squadra Berretti dell'Avellino.
L'anno successivo allena per un breve periodo la Puteolana, in Serie C2, ed è nuovamente alla Salernitana nella stagione 2003-2004 come vice di Stefano Pioli; l'anno successivo è prima allenatore della Primavera, poi subentra ad Ammazzalorso per una giornata e infine è vice di Angelo Gregucci nell'annata 2004-2005.
Nella stagione 2005-2006 rimane a Salerno come vice di Maurizio Costantini prima e di Stefano Cuoghi dopo. Nel campionato 2006-2007 lavora ad Avellino come vice di Giuseppe Galderisi prima e di Giovanni Vavassori dopo.
Nel 2007 è vice di Aldo Ammazzalorso alla Cavese, e l'anno successivo è allenatore in seconda del Benevento. Dal 2009 al 2011 è vice di Aldo Papagni all'Andria BAT. Nel 2012 subentra a Domenico Giacomarro alla guida dell'Ebolitana, militante in Lega Pro Seconda Divisione. Nel novembre del 2012 diventa l'allenatore del Francavilla, militante in Serie D; il 27 gennaio 2013 viene esonerato per far posto all'ex allenatore Ranko Lazic.

## Palmarès

### Giocatore
- Campionato italiano Serie C2: 1

Campania Puteolana: 1988-1989 (girone D)